# Frisco (Colorado)
Frisco è un centro abitato (town) degli Stati Uniti d'America, situato nella contea di Summit dello Stato del Colorado. Nel censimento del 2010 la popolazione era di 2.683 abitanti.

## Geografia fisica
Secondo i rilevamenti dell'United States Census Bureau, Frisco si estende su una superficie di 4,5 km².